# Liste von Holzbläserquintetten
Hier eine Liste der wichtigsten Originalwerke für das klassische (Holz-)Bläserquintett. Soweit nicht anders angegeben, lautet die Besetzung jeweils Flöte, Oboe, Klarinette, Horn und Fagott.
Es können vereinzelt auch Wechselinstrumente vorgeschrieben sein. Mögliche kleine instrumentale Abweichungen und Varianten sind beispielsweise Taille (tiefe Barockoboe) oder Englischhorn, aber auch Blockflöte oder Piccoloflöte statt Querflöte. Auch die Reihenfolge der Besetzung kann abweichen, beispielsweise Flöte, Oboe, Klarinette, Fagott (!) und zuletzt Horn.

## Klassik
- Joseph Haydn (1732–1809): Divertimento B-Dur (im Original für Harmoniemusik, als Quintett-Arrangement jedoch zum Repertoirestück geworden)
- Giuseppe Cambini (1746–1825): 3 Quintette op. 4
- Antonio Rosetti (Anton Rössler) (1750–1792): Quintett in Es für Fl, Ob, Klr, Taille [!] und Fagott
- Franz Danzi (1763–1826): je 3 Quintette op. 56, op. 67, op. 68
- Anton Reicha (1770–1836): je 6 Quintette op. 88, op. 91, op. 99, op. 100
- François René Gebauer (1773–1845): 3 Quintette

## Romantik
- Johann Sobeck (1831–1914): 4 Quintette (op. 9, 11, 14, 23)
- Charles Lefèbvre (1843–1917): Suite op. 57 (1910)
- Claude Paul Taffanel (1844–1908): Quintett g-Moll (1876)
- Nikolai Andrejewitsch Rimski-Korsakow (1844–1908): Quintett B-Dur für Flöte, Klarinette, Horn, Fagott und (statt Oboe) Klavier (1876)
- August Klughardt (1847–1902): Quintett C-Dur op. 79 (1901)
- George Templeton Strong (1856–1948): Cinq Aquarelles (1933)
- Josef Bohuslav Foerster (1859–1951): Bläserquintett D-Dur op. 95 (1909)
- Gustav Holst (1874–1934): Quintett op. 14 (1903)

## 20. Jahrhundert

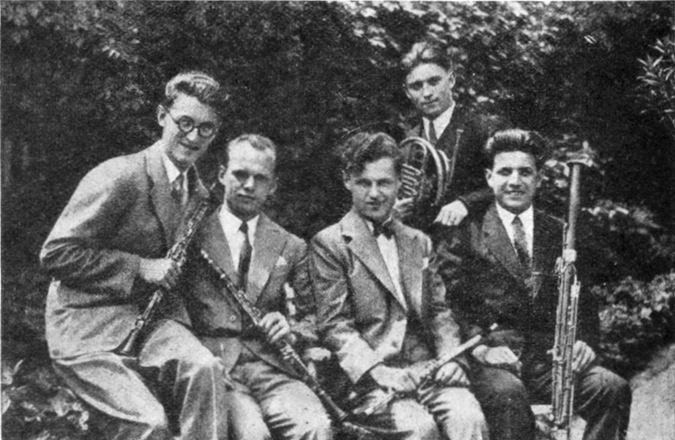
Ein Holzbläserquintett aus dem Jahre 1931, hier das Prager Bläserquintett mit Václav Smetáček an der Oboe

- Carl Nielsen (1865–1931) Quintett op. 43 (1922)
- Alexander Zemlinsky (1871–1942) Humoreske. Schulstück für Bläserquintett (1939)
- Paul Juon (1872–1940) Bläserquintett B-Dur op. 84
- Arnold Schönberg (1874–1951) Quintett op. 26 (1924)
- Hermann Zilcher (1881–1948) Bläserquintett für Flöte, Oboe, Klarinette, Horn und Fagott, op. 91 (1941)
- Egon Wellesz (1885–1974) Suite op. 73 für Flöte, Oboe, Klarinette, Horn und Fagott (1954)
- Heinz Tiessen (1887–1971) Divertimento für Flöte, Oboe, Klarinette, Horn, Fagott, op. 51 (1956)
- Johanna Beyer (1888–1944) Holzbläserquintett (1933)
- Jacques Ibert (1890–1962) Trois pièces brèves (1930)
- Georg von Albrecht (1891–1976) Quintett für Flöte, Oboe, B-Klarinette, F-Horn und Fagott, op. 74
- Georges Migot (1891–1976) Quintett für Flöte, Oboe, Klarinette, Horn und Fagott (1954)
- Darius Milhaud (1892–1974) La Cheminée du Roi René op. 205 (1939)
- Arthur Benjamin (1893–1960) Bläserquintett (1960)
- Walter Hamor Piston Jr. (1894–1976) Bläserquintett (1956)
- Ernst Fuchs-Schönbach (1894–1975) Quintett in B-Dur op. 61 für Flöte, Oboe, Klarinette in B, Horn in F und Fagott
- Bjarne Brustad (1895–1978) Serenade für Bläserquintett (1969)
- Paul Hindemith (1895–1963) Kleine Kammermusik op. 24/2 (1922)
- Paul Höffer (1895–1949) Bläserquintett über ein Thema von Beethoven (1947)
- Hermann Ambrosius (1897–1983) Suite h-Moll für Flöte, Oboe, Klarinette, Horn und Fagott, op. 57
- Karl Marx (1897–1985) Quintett für Flöte, Oboe, Klarinette, Horn und Fagott über Gesänge aus der Südsee, op. 69 (1973)
- Albert Moeschinger (1897–1985) Quintett über Schweizerische Volkslieder für Flöte, Oboe, Klarinette, Horn und Fagott
- Hanns Eisler (1898–1962) Divertimento op. 4 (1923)
- Ebbe Hamerik (1898–1951) Bläserquintett (Flöte, Oboe, Klarinette, Horn und Fagott, 1942)
- Pavel Haas (1899–1944) Bläserquintett op. 10 (1929)
- Bernhard Kaun (1899–1980) Quintett für Bläser (1925)
- Henri Tomasi (1901–1971):
  - Variations sur un thème corse (1925)
  - Cinq danses profanes et sacrées (1959)
- Hans Winterberg (1901–1991) Quintett für Flöte, Oboe, Klarinette, Fagott und Horn (1957)
- Hans Chemin-Petit (1902–1981) Quintett für Flöte, Oboe, Klarinette, Horn und Fagott (1948)
- Georg Trexler (1903–1979) Spitzweg-Suite für Bläserquintett
- Victor Bruns (1904–1996) Bläserquintett op. 16 (1947)
- Hermann Schroeder (1904–1984) Bläserquintett op. 50 (1974)
- Eugène Bozza (1905–1991):
  - Variations sur un thème libre op. 42 (1943)
  - Scherzo op. 48 (1944)
  - Pentaphonie (1973)
- Ferenc Farkas (1905–2000) Altungarische Tänze, Lavottiana, Serenade
- Kees van Baaren (1906–1970) Quintetto a fiato (Sovraposizioni II) für Bläserquintett (1963)
- Peter Mieg (1906–1990) Bläserquintett (1977)
- Václav Smetáček (1906–1986) Aus dem Leben der Insekten, Suite (1936)
- Hirao Kishio (1907–1953) Quintett für Flöte, Oboe, Klarinette, Horn und Fagott (1950)
- Karl Höller (1907–1987) Serenade für Bläserquintett, op. 42a, nach dem 3. Streichquartett op. 42 (1947), SMV
- Sándor Veress (1907–1992) Diptych für Bläserquintett (1968)
- Elliott Carter (1908–2012) Woodwind Quintet (1948)
- Alice Samter (1908–2004) Variatio delectat (1990) für Flöte, Oboe, Klarinette, Fagott, Horn (und Percussion)
- Harald Genzmer (1909–2007) Bläserquintett (1956)
- Vagn Holmboe (1909–1996) Notturno (1940)
- Samuel Barber (1910–1981) Summer Music op. 31 (1956)
- Josef Tal (1910–2008) Woodwind Quintet (1966)
- Denes Agay (1911–2007) Five Easy Dances (1956)
- Ingolf Dahl (1912–1970) Allegro and Arioso für Bläser-Quintett (1942)
- Jean Françaix (1912–1997):
  - Bläserquintett Nr. 1 (1948)
  - Bläserquintett Nr. 2 (1987)
- Barbara Pentland (1912–2000) Occasions für Bläserquintett (1974)
- Cesar Bresgen (1913–1988) Salzburger Divertimento für Bläserquintett (1965, UA München 1969)
- Gyula Dávid (1913–1977) Fúvósötös für Bläserquintett (1954)
- Johann Cilenšek (1913–1998) Quintett für Flöte, Oboe, Klarinette, Horn und Fagott (1975)
- René Leibowitz (1913–1972) Bläserquintett op. 11 (1944)
- Irving Gifford Fine (1914–1962):
  - Partita für Bläserquintett (1948)
  - Romanza für Bläserquintett  (1961)
- Hermann Haller (1914–2002) 5 pièces en forme de variations pour quintette à vent (1980)
- Jean Papineau-Couture (1916–2000):
  - Fantaisie für Bläserquintett (1963)
  - Canons für Bläserquintett (1964)
- James Gayfer (1916–1997) Suite für Holzbläserquintett (1947)
- Yun I-sang (1917–1995):
  - Festlicher Tanz für Bläserquintett (1988)
  - Bläserquintett I-II (1991)
- Ernst Ludwig Kutzer (1918–2008) Bläserquintett Nr. 1 op. 100
- Albert Häberling (1919–2012): Musik für Bläserquintett op. 97 (1990)
- Jiří Pauer (1919–2007) Bläserquintett (1961)
- Oskar Sigmund (1919–2008):
  - 1. Bläserquintett für Flöte, Oboe, Klarinette, Horn und Fagott (1957)
  - 2. Bläserquintett für Flöte, Oboe, Klarinette, Horn und Fagott (1964)
- Franz Richter Herf (1920–1989) Bläserquintett für Flöte, Oboe, Klarinette, Horn und Fagott (1965)
- Earl Kim (1920–1998) Scenes From Childhood, Bläserquintett (1984)
- Malcolm Arnold (1921–2006):
  - Bläserquintett op. 2 (1942)
  - Three Shanties for Wind Quintet op. 4 (1943)
- William Bergsma (1921–1994) Concerto for wind quintet (1958)
- Harry Höfer (1921–2007): Prologo musicale für Bläserquintett (1990) für Flöte Oboe, Klarinette, Horn und Fagott
- Harry Freedman (1922–2005): Quintet für Holzbläserquintett (1962)
- Odette Gartenlaub (1922–2014):
  - Première Quintette à vent für Flöte, Oboe, Klarinette, Fagott und Horn
  - Deuxième Quintette à vent für Flöte, Oboe, Klarinette, Fagott und Horn
- Finn Mortensen (1922–1983) Bläserquintett op. 4 (1951)
- Hans-Joachim Marx (1923–2010) Ein feste Burg ist unser Gott (Carpe Diem) für Holzbläserquintett
- György Ligeti (1923–2006):
  - 6 Bagatellen (1953)
  - 10 Stücke für Bläserquintett (1968)
- Klaus Hashagen (1924–1998) Rondell (1964) für Holzbläserquintett
- Luciano Berio (1925–2003) Opus Number Zoo (1951)
- Hans-Joachim Geisthardt (1925–2007) Drei Stücke für Bläserquintett (1962)
- Bertold Hummel (1925–2002)
  - Bläserquintett op. 22 (1962)
  - Burleske op. 76b (1982)
- Caspar Diethelm (1926–1997):
  - Bläserquintett I für Flöte, Oboe, Klarinette, Horn und Fagott, op. 23 (1959)
  - Bläserquintett II für Flöte, Oboe, Klarinette, Horn und Fagott, op. 165 (1979)
  - Heptagramm, 7 Miniaturen für Bläserquintett, op. 309 (1994)
- Hans Werner Henze (1926–2012) Bläserquintett für Flöte, Oboe, Klarinette, Horn und Fagott (1952)
- Gottfried Michael Koenig (1926–2021) Quintett für Holzbläser (1958/59) für  Fl., Ob., Engl.Hn., Klar., Fag.
- György Kurtág (* 1926) Fúvósötös op. 2 (1959)
- Carlos Veerhoff (1926–2011): 1. Bläserquintett für Flöte, Oboe, Klarinette, Horn und Fagott, op. 14 (1961, UA 1961)
- Emma Lou Diemer (1927–2024):
  - Woodwind Quintet No. 1 (1960)
  - Serenade for Woodwind Quintet and Tape (1989)
- Frank Michael Beyer (1928–2008) Bläserquintett (1972)
- Karlheinz Stockhausen (1928–2007)
  - Zeitmaße (1955–56) für  Fl., Ob., Engl.Hn., Klar., Fag.
  - Adieu (1966)
  - ROTARY-Bläserquintett (1997)
- Geghuni Tschittschjan (* 1929) 2 Pieces für Holzbläserquintett (1977)
- Eino Tamberg (1930–2010) Bläserquintett (1975)
- Pierre Gabaye (1930–2019) Quintette für Flöte, Oboe, Klarinette, Horn und Fagott (1959)
- Siegmund Goldhammer (* 1932):
  - Bläserquintett Nr. 1 (1965)
  - Bläserquintett Nr. 2 (1991)
- Per Nørgård (1932–2025) Whirl’s World (1970)
- Fridolin Dallinger (1933–2020): Quintett – für Flöte, Oboe, Klarinette, Horn und Fagott (1970)
- Terence Greaves (1933–2009)
  - Beethoven’s Fifth Bossa Nova
  - Mozart’s Turkey Rock Mambo
- Erhard Ragwitz (1933–2017) Musik für fünf Bläser: Flöte, Oboe, Klarinette, Horn oder 2. Klarinette, Fagott (1977)
- Norma Beecroft (1934–2024) Images für Bläserquintett (1986)
- Harrison Birtwistle (1934–2022):
  - Refrains and Choruses (1957)
  - 5 Distances for 5 Instruments (1992)
- Vinko Globokar (* 1934) Avgustin, dober je vin für Bläserquintett
- William Mathias (1934–1992): Bläserquintett op. 22 (1963)
- Arvo Pärt (* 1935) Quintettino (1964)
- Richard Rodney Bennett (1936–2012): wind quintett (vermutlich 1978), erschienen in der Universal Edition
- Erich Urbanner (* 1936) Improvisation IV für Bläserquintett (1969)
- Diana McIntosh (1932–2022) Patterns And Digressions für Flöte, Klarinette, Oboe, Horn und Fagott (1991)
- Manfred Schubert (1937–2011) Moments musicaux für Bläserquintett (1967)
- Robert Aitken (* 1939) Folia für Flöte, Oboe, Klarinette, Horn, Fagott (1981)
- Gian Paolo Chiti (* 1939) Adieu adieu für Bläserquintett (1982)
- Helmut Bieler (1940–2019): Musik für Fünf für Flöte, Oboe, Klarinette, Horn und Fagott (1974)
- Walther Erbacher (* 1940) Bläserquintett in zwei Abteilungen für Flöte, Oboe, Klarinette, Horn und Fagott op. 25 (1976 und 1984/1985)
- Werner Pirchner (1940–2001) Streichquartett für Bläserquintett (1984)
- Günter Buhles (* 1943): Bläserquintett Nr. 1 (1972)
- Horst Lohse (* 1943): Nocturne – Aubade für Holzbläserquintett: Flöte / Altflöte, Oboe / Englischhorn, Klarinette, Horn und Fagott (1983)
- David Maslanka (1943–2017): Quintets for Winds No. 1–4 (1984–2008)
- Michael Radulescu (1943–2023): Quintett für Flöte, Oboe, Klarinette, Horn und Fagott (1967)
- Jens-Peter Ostendorf (1944–2006) Bläserquintett Nr. 1 (1967)
- Mathias Spahlinger (* 1944) phonophobie für Flöte, Oboe, Klarinette, Horn und Fagott (1972)
- Alain Louvier (* 1945) Bläserquintett
- Klaus Ager (* 1946) HOSHI für Bläserquintett op. 13 (1975)
- Dana Wilson (* 1946) Mirrors für Holzbläserquintett (1994)
- Max E. Keller (* 1947) Karikaturen für Bläserquintett (1987)
- Faye-Ellen Silverman (* 1947)
  - Windscape für Bläserquintett (1977)
  - Kalends für Bläserquintett (1981)
  - Quantum Quintet für Bläserquintett (1982)
- Anders Eliasson (1947–2013) Pick-Nick Bläserquintett (1972)
- Manfred Trojahn (* 1949) Sonata III  für Holzbläserquintett (1991/95)
- Nancy Galbraith (* 1951):
  - Quintet für Flöte, Oboe, Klarinette, Fagott und Klavier (1978)
  - Suite for Woodwind Quintet (1985)
- Lee Hyla (1952–2014): Amnesia Breaks für Holzbläserquintett (1990)
- Johannes Reiche (* 1955) Capriccio für Bläserquintett
- Uwe Strübing (* 1956) Vier Graphiken für Holzbläserquintett, op. 19 (1993)
- Laurence Traiger (1956–2024) „Submarinal Scenes“ für Holzbläserquartett (1994)
- Rodney Sharman (* 1958) LEVEL für Holzbläserquintett (1980)
- Efraín Amaya (* 1959) Ikarus Holzbläserquintett (1982)
- Bernd Franke (* 1959) Music for wind quintet in five movements (1989)
- Detlev Glanert (* 1960) Fünf Chansons für Bläserquintett, Bläserquintett Nr. 1 für Flöte, Oboe, Klarinette, Horn und Fagott (1997)
- Nebojša Jovan Živković (* 1962) Bläserquintett für Fl., Ob., Cl., Cor., Fgt., op. 4 (1983)
- Bernhard Schneyer (* 1968)
  - 10 Stücke für Bläserquintett (1990)
  - Zwischen-Zeit für Bläser-Quintett (2008)
- Sangidordschiin Sansargereltech (* 1969) Wind Quintet für Flöte, Oboe, Klarinette, Horn und Fagott (1996)
- Sean Hickey (* 1970) Paradise Out of Focus für Flöte, Oboe, Klarinette, Horn und Fagott (1992)

## 21. Jahrhundert

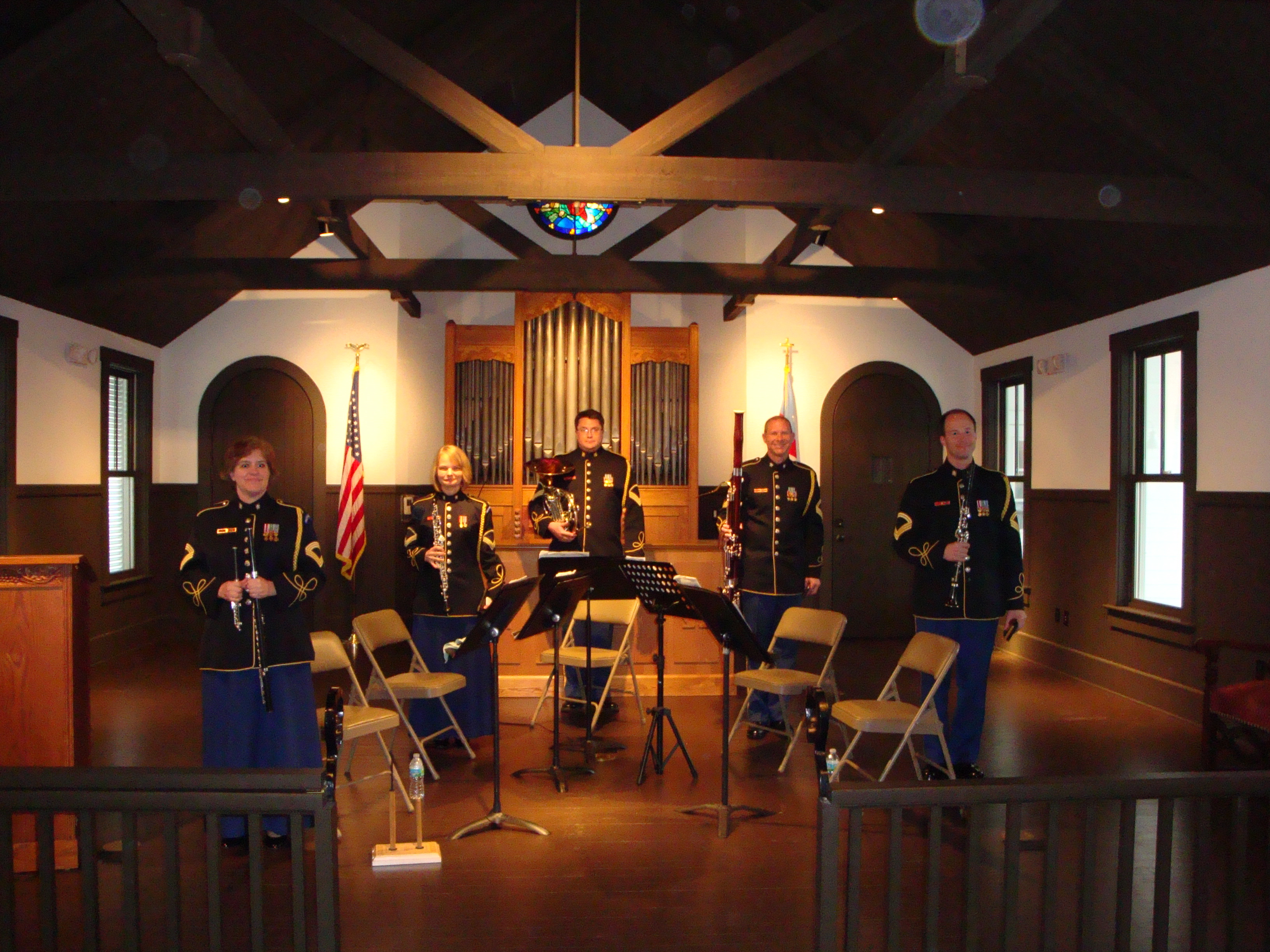
Ein amerikanisches Holzbläserquintett in Uniform

- Volker David Kirchner (1942–2020): Bläserquintett Xenion (2003) (UA durch das Bläserquintett der Berliner Philharmoniker, Auftragswerk der Berliner Philharmoniker)
- Roland Moser (* 1943): Kleine Differenzen über einen Grund – 11 Variationen für Bläserquintett (2005)
- Kalevi Aho (* 1949): Quintett für Flöte, Oboe, Klarinette, Fagott und Horn (2006)
- Wolfgang Rihm (1952–2024): Quintett für Bläserquintett (2003)
- Klemens Vereno (* 1957):
  - Bläserquintett (Fl/Picc, Ob/Eh, Kl/Es-Kl, Hr, Fg) (1995)
  - Danse mélancolique – für Bläserquintett (Fl, Ob, Kl, Hr, Fg) und Klavier (2010)
- Marco Pütz (* 1958):
  - Five characteristic pieces für Holzbläserquintett (1995)
  - Woodwind Quintet N°2 (2018)
- Marti Epstein (* 1959): L’homme armé für Bläserquintett (2005)
- Karlheinz Essl junior (* 1960): Cinq für Bläserquintett (2007)
- Pavel Singer (* 1962): Quintett für Flöte, Oboe, Klarinette, Horn und Fagott (2014)
- Jörg Duda (* 1968):
  - Bläserquintett Nr. 1, op. 18 (E)
  - Bläserquintett Nr. 2, op. 42/1 (D)
  - Bläserquintett Nr. 3, op. 42/4 (B)
  - Bläserquintett Nr. 4, op. 58/1 (f)
  - Bläserquintett Nr. 5, op. 58/2 (G)
- Robert Brunnlechner (* 1970): Weinviertler Tänze für Bläserquintett, op. 27
- Koh Chang-su (* 1970): 5. Sonate (b) für Holzbläserquintett (1999)
- Jean François de Guise (* 1970):
  - Bagatelle pour quintette à vent, op. 17, Nr. 8 (2015)
  - Woodwind Quintet, op. 17, Nr. 9 (2015)
- Marcel Chyrzyński (* 1971): Dry Pieces für Holzbläserquintett (2007/2008)
- Constantinos Stylianou (* 1972): Four seasons für Holzbläserquintett (2013)
- Airat Rafailowitsch Ischmuratow (* 1973): 12 Preluden für Woodwind Quintett, op. 8 (2005)
- Annesley Black (* 1979): FIGHT für Flöte, Oboe, Klarinette, Fagott, Horn (2002/2003)
- Moritz Laßmann (* 1987): Pareidolie für Bläserquintett (2021)
- Thomas Asanger (* 1988): Farbtupfer für Holzbläserquintett (2011)